# Alb-negru

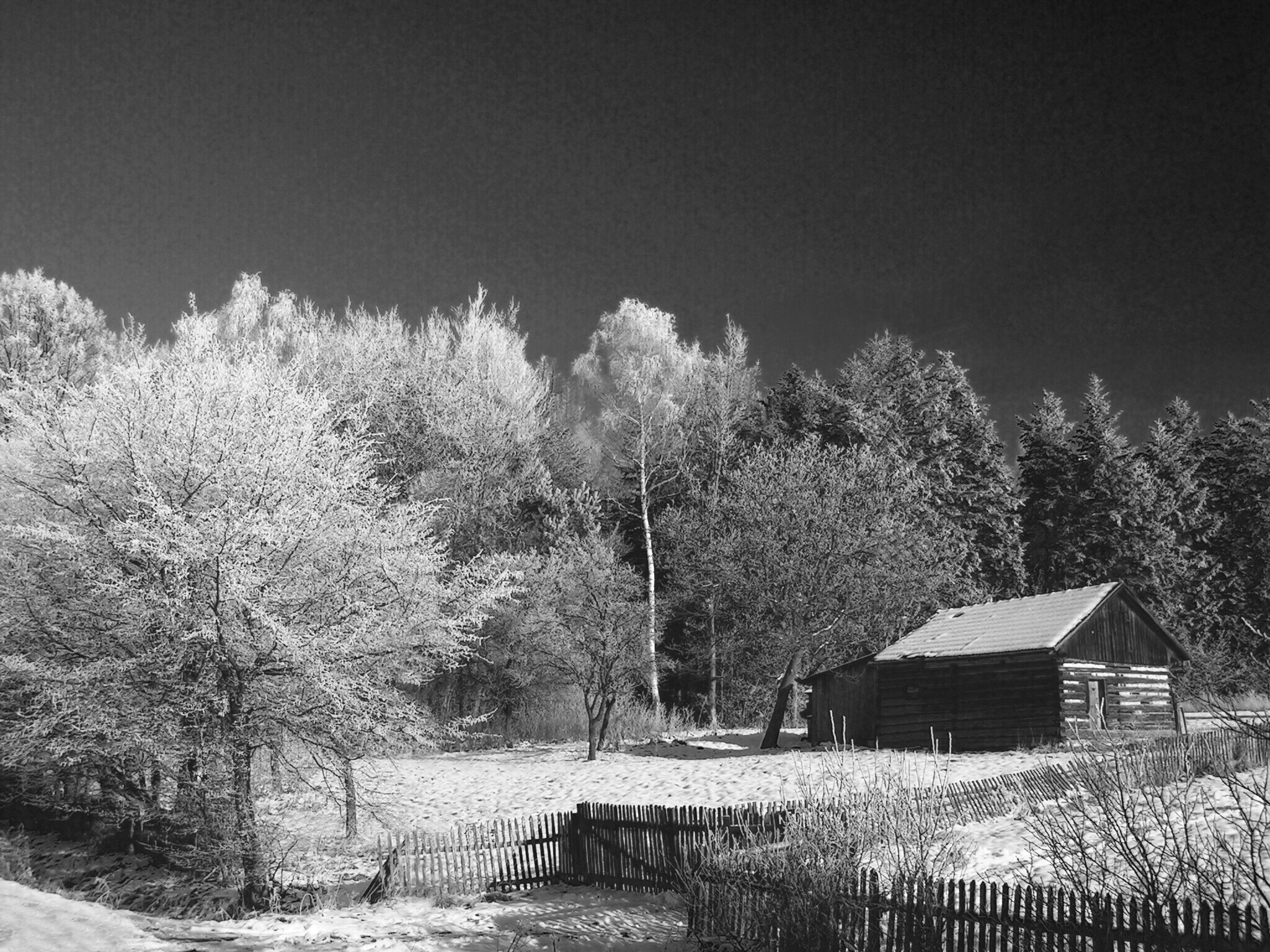
Fotografie alb-negru

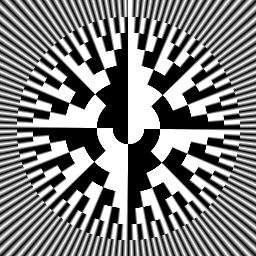
Fotografie alb-negru

Con vărgat oscilant alb-negru

Alb-negru abreviat a/n, este un adjectiv folosit pentru a descrie artele vizuale monocrome. Cea mai mare parte din tehnologia alb-negru a evoluat în timp spre tehnologia color.
Termenul se referă la utilizarea exclusivă a culorilor alb-negru, deși în realitate sunt folosite în mod normal toate nuanțele intermediare de gri, de aici imaginile la nivel de gri.